# Wilnjansk
Wilnjansk (ukrainisch Вільнянськ; russisch Вольнянск Wolnjansk) ist eine ukrainische Stadt im Norden der Oblast Saporischschja mit etwa 15.000 Einwohnern (2020), etwa 22 km nordöstlich von der Oblasthauptstadt Saporischschja.

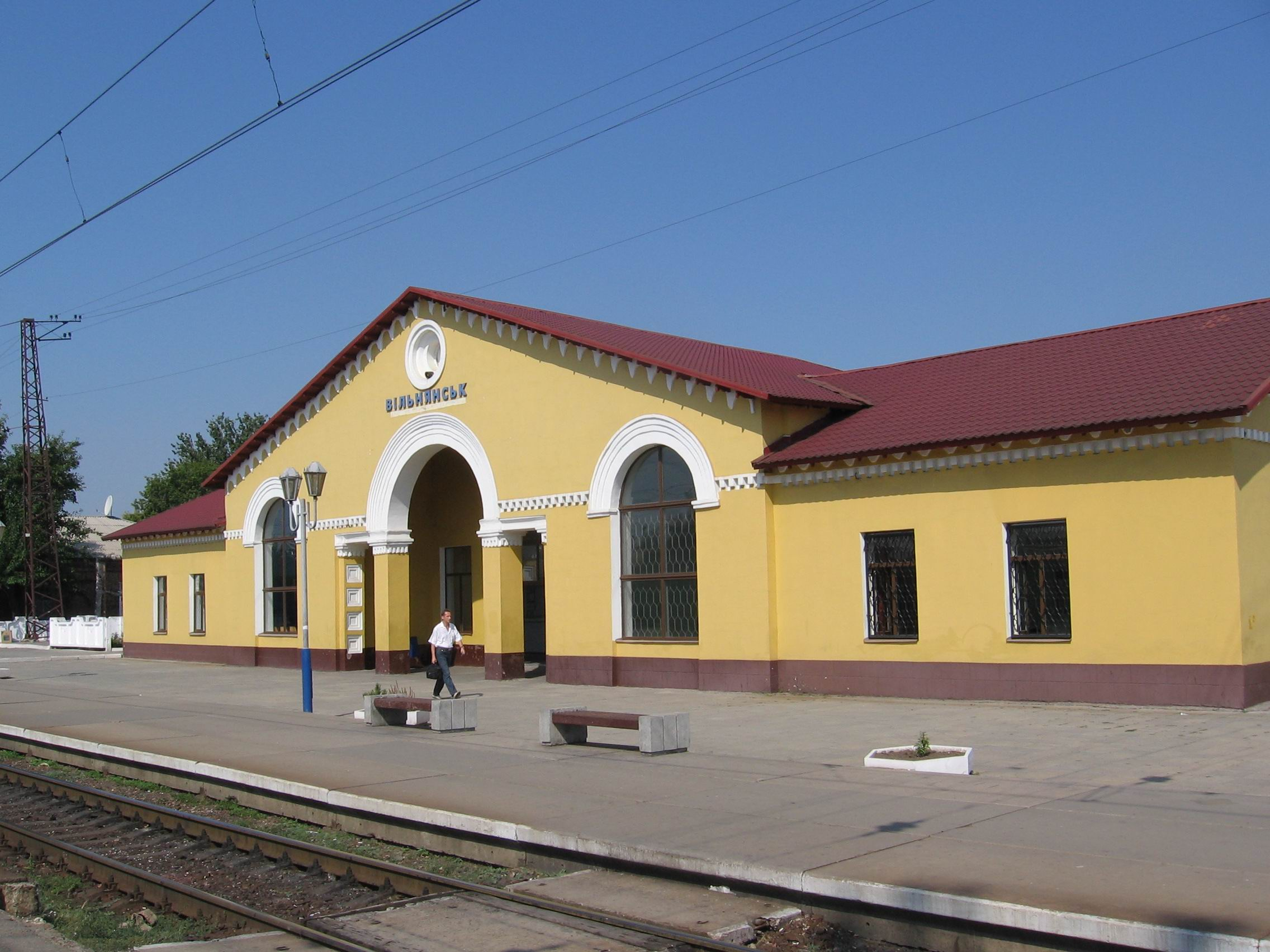
Bahnhofsgebäude im Ort

Die Stadt war bis Juli 2020 das administrative Zentrum des Rajon Wilnjansk, seither ist sie ein Teil des Rajons Saporischschja.

## Geschichte
Gegründet wurde Wilnjansk im Jahre 1840 unter dem Namen Sofijewka. Großen Aufschwung erhielt der Ort durch den Bau der Bahnstrecke Sewastopol–Charkiw, durch die er 1873 einen Bahnhof an dieser Strecke erhielt (südöstlich gelegen) und sich das Ortszentrum dann hierher verlagerte
Die erste Umbenennung erfolgte 1935. Das Dorf bekam den Namen Krasnoarmijske (Красноармійське), am 15. August 1944 wurde es dann ukrainisch korrekt in Tscherwonoarmijske (Червоноармійське) umbenannt.
1966 schließlich wurde das Dorf in den Status einer Stadt erhoben und erhielt den heutigen Namen Wilnjansk.
Der Ort war vom 6. Oktober 1941 bis zum 21. September 1943 von Truppen der deutschen Wehrmacht besetzt.

## Verwaltungsgliederung
Am 12. Juni 2020 wurde die Stadt zum Zentrum der neugegründeten Stadtgemeinde Wilnjansk (Вільнянська міська громада/Wilnjanska miska hromada). Zu dieser zählen auch die 15 in der untenstehenden Tabelle aufgelisteten Dörfer, bis dahin bildete sie zusammen mit dem Dorf Smorodyne die gleichnamige Stadtratsgemeinde Wilnjansk (Вільнянська міська рада/Wilnjanska miska rada) im Zentrum des Rajons Wilnjansk.
Am 17. Juli 2020 kam es im Zuge einer großen Rajonsreform zum Anschluss des Rajonsgebietes an den Rajon Saporischschja.
Folgende Orte sind neben dem Hauptort Wilnjansk Teil der Gemeinde:
| Name                     | Name            | Name                                  |
| ukrainisch transkribiert | ukrainisch      | russisch                              |
| ------------------------ | --------------- | ------------------------------------- |
| Ahrafeniwka              | Аграфенівка     | Аграфеновка (Agrafenowka)             |
| Deresiwka                | Дерезівка       | Дерезовка (Deresowka)                 |
| Harassiwka               | Гарасівка       | Гарасовка (Garassowka)                |
| Hrisne                   | Грізне          | Грозное (Grosnoje)                    |
| Jakymiwske               | Якимівське      | Акимовское (Akimowskoje)              |
| Kosakiwske               | Козаківське     | Казаковское (Kasakowskoje)            |
| Ljubymiwka               | Любимівка       | Любимовка (Ljubimowka)                |
| Nowohupaliwka            | Новогупалівка   | Новогупаловка (Nowogupalowka)         |
| Nowotrojizke             | Новотроїцьке    | Новотроицкое (Nowotroizkoje)          |
| Petriwske                | Петрівське      | Петровское (Petrowskoje)              |
| Skeljuwate               | Скелювате       | Скелеватое (Skelewatoje)              |
| Smorodyne                | Смородине       | Смородино (Smorodino)                 |
| Wesseloternuwate         | Веселотернувате | Веселотерноватое (Wesseloternowatoje) |
| Wilnjanka                | Вільнянка       | Вольнянка (Wolnjanka)                 |
| Wyschnjaky               | Вишняки         | Вишняки (Wischnjaki)                  |

## Bevölkerungsentwicklung
| 1939  | 1959  | 1970   | 1979   | 1989   | 2001   | 2010   | 2020   |
| ----- | ----- | ------ | ------ | ------ | ------ | ------ | ------ |
| 5.837 | 8.139 | 12.684 | 15.368 | 17.566 | 16.522 | 16.002 | 14.809 |

Quelle:, 1979

## Söhne und Töchter der Stadt
- Eduard Sobol (* 1995) – Fußballspieler
- Avramenko Natalia – ukrainischer Arzt und Politiker. Verdienter Doktor der Ukraine.
- Voloshchuk Mychailo (1980–2014) – Oberstleutnant der ukrainischen Streitkräfte, Kämpfer des ukrainischen Freiwilligenkorps „Rechter Sektor“.
- Taryanyk Vasyl (1908–1989) – Filmregisseur.
- Chomyak Kateryna (1922–2018) – Schauspielerin des Maria-Sankovetska-Theaters (Lwiw), Verdiente Künstlerin der Ukraine.
- Syrota Mykola (1924–2003) – Ehrenbürger der Stadt Wilna, eine Führungspersönlichkeit, die über 22 Jahre als Direktor des stadtbildenden Wilnaer Schewtschenko-Werks tätig war.
- Bilai Ananiy – ukrainischer Agronom und Gärtner.
- Bilezki Wolodymyr – ukrainischer Wissenschaftler im Bereich Bergbau, Persönlichkeit des öffentlichen Lebens und der Politik, Doktor der Technischen Wissenschaften, Professor, ordentliches Mitglied mehrerer wissenschaftlicher und akademischer Organisationen.
- Ljubasenko Walentyn (1925–2007) – Chirurg, Teilnehmer des Zweiten Weltkriegs, Träger des Ordens.
- Heinrich Neufeld – Eigentümer und Leiter der Landmaschinenfabrik in Sofijiwka (Vilniansk, Gebiet Saporischschja) seit 1871.
- Serdjuk Wadym – ukrainischer Sportler, Meister des Sports im Sporttourismus.